# Maren Amini
Maren Amini (* 1983 in Hamburg) ist eine deutsche Illustratorin und Cartoonistin. Sie arbeitet unter anderem für Die Zeit, Der Spiegel und die Washington Post.

## Leben
Amini wurde 1983 in Hamburg als Tochter des Künstlers Ahmadjan Amini geboren. Schon früh wurde sie von ihrem Vater künstlerisch gefördert und begann gemeinsam mit ihm zu zeichnen. Nach dem Abitur hörte sie erstmals von dem Beruf der Illustratorin und entschied sich, diesen Weg einzuschlagen. Sie studierte Illustration und Kommunikationsdesign an der Hochschule für Angewandte Wissenschaften Hamburg. Während ihres Studiums begann sie, erste Aufträge als Illustratorin zu erhalten. Amini lebt und arbeitet in Hamburg. Sie ist Mutter zweier Kinder.

## Werk
Amini arbeitet als Illustratorin und Cartoonistin für verschiedene nationale und internationale Medien, darunter Die Zeit, Der Spiegel und die Washington Post. Ihre Arbeiten zeichnen sich durch einen reduzierten Cartoon-Stil mit schnellen, geschwungenen Strichen aus. Sie ist Mitglied eines rein weiblichen Illustratorinnenkollektivs, welches das Magazin Spring herausgibt.
Ihre Graphic Novel Ahmadjan und der Wiedehopf (2024) erhielt bereits vor Fertigstellung den Comicbuchpreis der Berthold Leibinger Stiftung. Hierin verarbeitet sie die Lebensgeschichte ihres Vaters und verbindet sie mit Motiven aus Fariduddin Attars mystischem Epos Die Konferenz der Vögel.
Aminis Stil ist von fließenden, reduzierten Zeichnungen geprägt, oft auf weißem Hintergrund. Sie arbeitet hauptsächlich digital mit dem iPad und verwendet digitale Aquarell- und Tintenwerkzeuge. Für bedeutende Projekte ergänzt sie ihre digitalen Arbeiten oft mit traditionellen Materialien wie Aquarellfarben und Wachsmalstiften. Sie nutzt zur Hervorhebung bestimmter Elemente und Erzielung von Überraschungseffekte die Farben gezielt als Akzentuierungen oder „Farbbomben“. Schwarz-Weiß-Zeichnungen verwendet sie, wenn sie etwas klar und direkt ausdrücken möchte.

## Ausstellungen (Auswahl)
- Ausstellung von Bildern aus Ahmadjan und der Wiedehopf, Literarisches Colloquium Berlin (2023)
- Ausstellung in der Zentralbibliothek Hamburg (2024)